# Lamiomimus chinensis
Lamiomimus chinensis är en skalbaggsart som beskrevs av Stefan von Breuning 1936. Lamiomimus chinensis ingår i släktet Lamiomimus och familjen långhorningar. Inga underarter finns listade i Catalogue of Life.